# 葉甫根尼·科羅廖夫
葉甫根尼·科羅廖夫（Evgeny Korolev，1988年2月14日—），是一位俄羅斯／哈薩克斯坦男子職業網球運動員。於2005年轉為職業選手。他是安娜·庫妮可娃的表弟。目前他是世界排名前100位的網球選手中第二年輕的。僅次於阿根廷選手胡安·馬丁·德爾波特羅。

## 外部連結
- 官方网站（英文）
- 葉甫根尼·科羅廖夫（英文/西班牙文）的官方資料
- 葉甫根尼·科羅廖夫的國際網球總會 職業／青少年 官方資料（英文）
- 葉甫根尼·科羅廖夫的官方資料（英文）
- （英文） FanBlog （页面存档备份，存于）